# Swartzia hondurensis
Swartzia hondurensis là một loài thực vật có hoa trong họ Đậu. Loài này được (Britton) Dugand miêu tả khoa học đầu tiên năm 1952.